# Rio Guandu (Espírito Santo)
O rio Guandu é um curso de água do estado do Espírito Santo, Região Sudeste do Brasil, pertencente à bacia do rio Doce. Nasce na localidade de Alto Guandu, em Afonso Cláudio, percorrendo 160 km até a foz na margem direita do rio Doce em Baixo Guandu. Constitui um dos principais afluentes do rio Doce em território capixaba e sua bacia hidrográfica abrange 2 145 km² e sete municípios, dos quais Afonso Cláudio, Laranja da Terra e Baixo Guandu são banhados pelo manancial.
Trata-se de uma das 15 principais bacias hidrográficas do Espírito Santo. Percorre uma região com presença significante da agropecuária, que ocorre inclusive em suas margens. Apesar de sua importância geográfica e socioeconômica, o rio Guandu enfrenta problemas com a erosão das terras da bacia e o lançamento de esgoto em suas águas. Além disso, quase toda a Mata Atlântica nativa da área de drenagem, assim como a mata ciliar do manancial, foi suprimida para dar espaço às atividades econômicas.

## História
A região da bacia do rio Guandu fora ocupada inicialmente por índios aimorés. No período do Brasil Colônia o povoamento dessa área chegou a ser restringido pela Coroa Portuguesa, assim como em grande parte do interior do Espírito Santo. No século XVIII, o minerador Pedro Bueno Cacunda percorreu os rios Guandu, Manhuaçu e Doce em busca de áreas para expansão da mineração. Embora não tenha encontrado áreas mineráveis, sua estadia deu início a um povoamento onde mais tarde surgiu o município de Afonso Cláudio, nas margens do rio Guandu.
Foi somente no século XIX que a colonização da região se intensificou, quando forasteiros procuravam terras no intuito de desenvolver a agricultura, em especial o cultivo do café. O Vale do Rio Guandu intercede uma área escolhida por levas de imigrantes europeus entre os séculos XIX e XX, mas uma considerável vertente de famílias também se originou de Minas Gerais e do Rio de Janeiro. Relatos de que havia ouro nas cabeceiras do rio Guandu eram outro atrativo para esses interessados.
Em Baixo Guandu, na foz do manancial, o estabelecimento de imigrantes, principalmente de italianos e alemães, foi significativo no século XIX, porém o crescimento da localidade foi intensificado com a locação da Estrada de Ferro Vitória a Minas no começo do século XX. À medida que se expandiu o uso do solo da região para o desenvolvimento das atividades econômicas, foram amplificados os impactos ambientais e as transformações na paisagem natural local.

## Aspectos geográficos
A nascente do rio Guandu está situada na localidade de Alto Guandu, município de Afonso Cláudio, a 1 110 de altitude. Seu curso possui um total de 160 quilômetros (km) até a foz na margem direita do rio Doce, do qual é um dos principais afluentes, no município de Baixo Guandu. Na maior parte de seu trajeto, o rio percorre a direção norte. Sua bacia hidrográfica integra a bacia do rio Doce e abrange 2 145 quilômetros quadrados (km²) de área de drenagem, sendo a menor das sub-bacias do rio Doce em extensão territorial, mas a que mais contribui em vazão no Espírito Santo. Tem como principais afluentes os rios São Domingos, do Peixe, Boa Sorte e Taquaral. Entretanto, o curso hídrico possui pelo menos 173 afluentes, o que inclui os rios que foram citados, ribeirões e córregos.
O clima na bacia apresenta transição entre tropical de altitude em Afonso Cláudio e tropical quente em Baixo Guandu, na área da foz. A estação chuvosa compreende os meses do verão, enquanto que a estação seca abrange os meses de inverno. Contudo, as chuvas se concentram nas regiões mais altas da parte sul da área de drenagem, onde se encontra a nascente, sendo que nas altitudes acima de 800 m dessa porção da bacia a precipitação média anual fica em torno de 1 500 milímetros (mm). A vazão média do rio Guandu começa a se elevar em novembro e atinge seu pico em janeiro, quando chega a uma média de 42,1 metros cúbicos por segundo (m³/s).

### Uso do solo e biodiversidade
Na bacia do rio Guandu predominam solos da classe latossolo, sobretudo os latossolos amarelo e vermelho-amarelo. Caracterizam-se pela intemperização em estado avançado e pela pouca variação de minerais entre suas camadas. Esse tipo de solo convive com a demanda de servir à agricultura e pecuária, mas o relevo ondulado, associado ao manejo incorreto e às chuvas fortes e concentradas sobre encostas, torna-o sujeito a processos erosivos. A susceptibilidade à erosão é classificada como "muito forte" em 10% da área da bacia, "forte" em 56% e "média" em 34% de sua extensão territorial. Também cabe ressaltar que o nível de acidez do solo nas áreas mais elevadas é maior, o que significa que as terras dessas regiões são menos férteis e, portanto, são desfavoráveis aos cultivos. A presença de solos arenosos também se sobressai na área de drenagem, mas em menor expressão do que os latossolos.
O bioma original predominante na área da bacia é a Mata Atlântica, porém a cobertura do solo sofreu considerável alteração devido às intervenções antrópicas, sobretudo em função do avanço da agropecuária. Da área total da bacia, cerca de 62% são utilizados pela agropecuária, 26% por florestas, 10% por vegetação secundária em estágio inicial, 1% por outros usos antrópicos e 1% por outras formações naturais. A cobertura florestal natural está distribuída em pontos isolados de áreas não devastadas, mas o percentual de vegetação secundária, áreas antes utilizadas pela agropecuária que cederam espaço a florestas, é o maior da bacia do rio Doce.
Segundo dados de 2013, a fauna íctica do rio Guandu abrange metade da relatada na bacia do rio Doce, com destaque ao Prochilodus vimboides, que figura na lista de espécies ameaçadas de extinção no Espírito Santo. As principais ameaças aos peixes têm sido a introdução de espécies exóticas carnívoras, o que normalmente ocorre através de enchentes que avançam sobre tanques de pesca, e a presença de usinas hidrelétricas no rio Doce, que representam obstáculos no fluxo dos animais. Entretanto, a ausência de barragens no rio Guandu e o fato de sua foz estar situada a montante da Usina Hidrelétrica de Mascarenhas, no curso do rio Doce, fazem com que o Guandu seja importante para a sobrevivência dos peixes do reservatório dessa hidrelétrica e do baixo rio Doce.

## Participação socioeconômica
A bacia do rio Guandu, situada à direita da calha do rio Doce e a leste da divisa com o estado de Minas Gerais, abrange sete municípios do Espírito Santo: Afonso Cláudio, Baixo Guandu, Brejetuba, Colatina, Itaguaçu, Itarana e Laranja da Terra. Contudo, desses, somente Afonso Cláudio, Brejetuba, Baixo Guandu e Laranja da Terra possuem sedes na área de drenagem e, com exceção a Brejetuba, são banhados pelo manancial. Além das sedes municipais, o rio passa por fazendas, distritos e povoados rurais, alguns dos quais abastecidos pelo manancial. Em 2015, Baixo Guandu passou a extrair a água do rio Guandu para o abastecimento público da cidade após o comprometimento de sua principal fonte, o rio Doce, contaminado pela lama da barragem que se rompeu em Mariana em novembro daquele ano.
A população que habita a bacia é de cerca de 80 mil habitantes e as principais estradas que intercedem o manancial são a BR-259, a ES-165 e a ES-261. Sua taxa de urbanização é a menor dentre as sub-bacias do rio Doce, com pouco mais de 50% de sua população concentrada nas zonas urbanas. A título de comparação, cerca de 70% de toda a população da bacia do rio Doce habita a zona urbana. A dependência da agropecuária é uma característica da economia dessa região, sendo inclusive praticada nas margens do rio. Os principais cultivos são o café, hortaliças, inhame, quiabo, banana, manga e fruticultura no geral. Segundo informações de 2010, o total explorado da bacia do rio Guandu para suprir às demandas equivale a 1,44 metro cúbico por segundo (m³/s), valor que coloca a área de drenagem em situação considerada como confortável, mas sujeita a problemas de abastecimento.

## Ecologia e meio ambiente

### Degradação
Ao mesmo tempo que a área coberta por mata nativa é dissolvida em pontos isolados não devastados, a história do rio Guandu é marcada pelo recebimento de águas residuais e pela erosão intensificada pelo manejo incorreto do solo na bacia. Em 2010, 72,2% do efluente urbano produzido pelos municípios da bacia eram coletados, porém somente 5% eram tratados. Naquele ano, apenas Baixo Guandu e Laranja da Terra possuíam estações de tratamento de esgoto dentre as cidades banhadas pelo rio, mas posteriormente foi construída uma em Afonso Cláudio, a cidade mais populosa da bacia, com capacidade para atender 90% de sua população. Cabe ressaltar que os poluentes que são liberados no rio e em seus afluentes em Afonso Cláudio afetam todos os municípios ao norte banhados pelo manancial, situação que foi amenizada com o início das operações de tratamento de esgoto nesta cidade.
Além da poluição das águas pelo esgoto, as florestas nativas da área de drenagem foram consideravelmente suprimidas para ceder espaço às atividades econômicas da região, o que incluiu a mata ciliar do rio Guandu. A retirada da vegetação nativa reduziu a proteção das terras contra as intempéries naturais, como o vento ou a chuva, intensificando o processo de erosão que já é naturalmente favorável devido às características do solo. A terra que desliza de morros ou margens do rio erodidos acaba tendo como destino as águas do manancial, que passam por eutrofização e perdem ainda mais qualidade. Outras ações sob intermédio humano que intensificaram a erosão da área de drenagem foram o patrolamento incorreto de estradas de terra e a compactação do solo pela circulação do gado, que prejudicaram a capacidade do solo de absorver a água das chuvas.
As queimadas, que normalmente são utilizadas para limpeza de pastagens, contribuem ao mesmo tempo com a erosão e com a retirada de nutrientes do solo. A situação do rio Guandu se agrava em períodos de estiagem prolongada, quando a vazão do manancial é reduzida. Na década de 2010, em função das secas na Região Sudeste, o curso hídrico chegou a um patamar crítico, a ponto de quase secar. Por outro lado, eventos ocasionais de chuvas intensas elevam rapidamente o nível do leito e ameaçam zonas povoadas que se estabeleceram em áreas de risco. As cidades das margens estão sujeitas a enchentes e enxurradas provocadas por grandes volumes de chuva nas cabeceiras. Eventos de cheia no rio Doce também são responsáveis pelo represamento das águas do Guandu, situação que potencializa inundações rio acima.

### Tratamento e conservação
Pelo menos metade das nascentes da bacia do rio Guandu estão localizadas em áreas de preservação permanente (APPs), porém menos de 20% dos leitos de mananciais da área de drenagem eram protegidos por matas ciliares em 2010. Além disso, poucos dos fragmentos de mata nativa restantes são protegidos por unidades de conservação em tempo integral. Naquele ano, a única unidade existente era a Reserva Particular do Patrimônio Natural (RPPN) Três Pontões em Afonso Cláudio. Essa RPPN integra uma rede de áreas preservadas que é classificada como um corredor ecológico pelo Ministério do Meio Ambiente e pela Fundação SOS Mata Atlântica, que vai desde o Espírito Santo à Bahia. Apesar da preservação incipiente, observam-se projetos de expansão das áreas protegidas e de recuperação ambiental do solo e das águas promovidos tanto pela iniciativa pública como privada.
A bacia do rio Guandu conta com o amparo de um consórcio público, de autonomia administrativa, composto por municípios da área de drenagem. O Consórcio Público Rio Guandu, criado em 2 de outubro de 1997, tem como objetivo promover ações e alinhamento de políticas públicas em comum entre as cidades integrantes em prol das condições do manancial. A partir do consórcio foi formado o Comitê da Bacia Hidrográfica (CBH) do Rio Guandu, reconhecido por meio da política estadual de recursos hídricos pelo decreto estadual nº 1901-R de 13 de agosto de 2007. Encontra-se subordinado ao governo estadual e está composto por membros do poder público estadual, poderes públicos municipais, empresas e sociedade civil, além do próprio Consórcio do Rio Guandu. Dentre as funções do consórcio e do comitê, estão a intermediação entre os atores da sociedade, a gestão de recursos hídricos, ações de recuperação ambiental e a realização de estudos.
Estudos e atividades em prol da conservação do rio Guandu são realizados por órgãos públicos, empresas, pesquisadores, ONGs e grupos ambientais. Em 2012, uma parceria entre o Consórcio Público Rio Guandu e a ONG The Nature Conservancy (TNC) financiou o acompanhamento e a prestação de assessoria técnica na recuperação de 430 hectares de florestas da área de drenagem. Já em 2022, a Fundação Renova, criada mediante um acordo feito pela Vale S.A., Samarco e BHP Billiton como medida compensatória do rompimento de barragem em Mariana em 2015, alegou que vai recuperar 5 mil hectares de florestas na bacia do rio Guandu.
Uma estratégia adotada pelas iniciativas pública e privada é o apoio a proprietários rurais para que cedam áreas para o reflorestamento com a Mata Atlântica nativa. De 2009 a 2013, por exemplo, uma parceria entre a Vale e o governo do Espírito Santo alcançou 120 proprietários de terras que cederam espaço às florestas. O Instituto Terra, com sede em Aimorés, Minas Gerais, por sua vez, foi o responsável pela recuperação de dezenas de nascentes da bacia. Eventualmente, também são realizadas campanhas educativas acerca das condições do rio em escolas e comunidades da região. Há de se destacar ainda que a expansão do sistema de tratamento de esgoto nas cidades da área de drenagem contribui diretamente com a redução do despejo de poluentes nas águas.